# 下関駅
下関駅（しものせきえき）は、山口県下関市竹崎町四丁目にある、西日本旅客鉄道（JR西日本）・九州旅客鉄道（JR九州）・日本貨物鉄道（JR貨物）山陽本線の駅。旅客駅の施設そのものはJR西日本が管理しており、構内にJR貨物のヤードが存在する。事務管コードは▲800658。

## 概要
下関市の中心駅。路線としては山陽本線の一中間駅であるが、山陽本線は旅客列車の運転系統が当駅で分割されており、さらに山陰本線の運転系統上の終点ともなっている。そのため、当駅の瀬戸内海側を走る山陽本線、日本海沿岸を走る山陰本線、そして関門トンネルを通り九州へと渡る列車のジャンクションとなっている。構内にはJR西日本下関総合車両所運用検修センターがある。
1987年（昭和62年）の国鉄分割民営化を境に当駅はJR西日本とJR九州の境界駅となった。当駅より本州側の神戸駅までがJR西日本、九州側の当駅 - 門司駅間がJR九州管轄となった。国鉄時代は管理局の境界は関門トンネルの下関側入口付近（下関市彦島江の浦町1-18）にあったが、分割民営化に伴い上り場内信号機（下関市彦島江の浦町1-20）に改められ、駅構内はJR西日本管轄となっている。JR九州では当駅にJA53の駅番号を設定している。山陽本線は両方面ともJR貨物が第二種鉄道事業者として貨物営業を行っており、当駅構内に貨物施設も設けられている。また、JR西日本に所属する山陰本線の終点は1駅隣の幡生駅であるが、同駅を通る全列車が山陽本線経由で当駅に乗り入れている。
かつては数多くの特急列車・急行列車が発着していたが、山陽新幹線開業に伴い山陽本線内の昼行優等列車が全廃され、その後、山陰発着の優等列車も消滅し、2009年には最後の九州ブルートレインであった「富士・はやぶさ」が消滅したことにより当駅発着の定期優等列車はすべて廃止され、臨時列車・団体専用列車のみとなっている。
2017年（平成29年）6月17日に運行を開始した団体専用列車「TWILIGHT EXPRESS 瑞風」において、1泊2日コースの発着駅となった。また同年8月に運行を開始した観光列車「○○のはなし」は当駅にも停車する。さらに2020年9月に運行を開始した長距離列車「WEST EXPRESS銀河」の山陽コース（大阪駅と下関駅を結ぶ昼の特急列車）の発着駅となる。
JR九州の普通列車は本州側の直流電化と九州側の交流電化の両方に対応した交直流近郊形電車415系で運転されている。かつては日豊本線や鹿児島本線、筑豊本線へ直通する普通列車が本州側から運行されていたが、2005年10月のダイヤ改正で九州方面からの列車は全列車当駅折り返しとなった。その後も当駅から九州側への列車の半数以上が日豊本線に直通していたが、徐々に本数を減らしていき、2022年9月のダイヤ改正で鹿児島本線・筑豊本線直通が廃止となり、朝の上り2本（柳ヶ浦駅発・行橋駅発）と下り1本（大分駅行）が日豊本線まで直通する以外は門司駅または小倉駅折返しの区間運転を基本としている。
JR西日本の直営駅であり、かつて山陽本線の厚狭駅 - 当駅間と山陰本線の小串駅 - 綾羅木駅間を管轄する下関地域鉄道部の最寄り駅でもあった。同鉄道部が山口エリア統括部へ発展解消されてからは、管理駅長が配置された管理駅として、山陽本線小月駅 - 当駅間と山陰本線の小串駅 - 綾羅木駅間各駅を管理している。下関駅構内の運行管理は当駅で行なっている運転取扱駅である。ホーム・駅舎管理及び駅業務はJR西日本が担当するが、JR九州との境界駅であるため、JR九州の集札システム変更の影響を受けている（後述）。
2009 - 2013年にかけて駅構内及び駅周辺の大幅な改修工事が順次進められた（詳細後述）。

### 新幹線との接続
山陽新幹線は当駅を経由していないが、新幹線停車駅である2駅隣の新下関駅とは山陽本線で9分、同じく2駅隣の小倉駅とは山陽本線・鹿児島本線を用いて15分程度で連絡している。当駅でも新下関駅・小倉駅の新幹線時刻表が掲示されているほか、小倉駅から新幹線を利用する北九州市内発着の長距離切符や特別企画乗車券なども当駅で販売されている（この場合、門司までの乗車券大人220円が別途必要。当駅にその旨の掲示がある）。なお当駅の窓口はJR西日本管轄であるため、JR九州の株主優待券等の取扱はないが、当駅より利用することは可能である。

### 鉄道唱歌
鉄道唱歌山陽・九州編では、27番で『向の岸は馬関にて海上わづか二十町 瀬戸内海の咽首をしめてあつむる船の数』、29番で『満ち引く汐も早鞆の瀬戸と呼ばるゝ此海は源平両氏の古戦場 壇ノ浦とはこれぞかし』、30番で『世界にその名いと高き馬関条約結びたる春帆楼の跡とひて 昔しのぶもおもしろや』と謳われている。
また山陽線唱歌では、46番で『絲根の松原いと早く 埴生も小月も打ちすぎて 長府に櫻の名どころと 聞こえし寺は功山寺』、47番で『景色のよさに誰も皆 來て住吉の一の宮 あわてゝ手荷物忘るなよ こゝぞ終點下關』、48番で『これより海峽打ちへだて 向は九州門司港 關門連絡船しげく ゆきかう汽笛の聲たえず』、49番で『安德帝の大御靈 まつれる社は赤閒宮 平家の亡びし壇の浦 今は榮ゆる町つゞき』と謳われている。

## 歴史
1901年（明治34年）5月27日に山陽鉄道が厚狭駅から延伸し、その終着駅として当時の赤間関（あかまがせき）市内に開業した。開業当初は馬関駅（ばかんえき）と称した。この駅名は赤間関の略称「馬関」に由来する。当時は現在より東、細江町に位置していた。
厚狭駅 - 下関駅間延伸と当駅開業により、東京と本州の西端である下関が一本の鉄道で結ばれることになり、当初は山陽鉄道線内のみの神戸駅 - 下関駅間に急行・最急行列車を設定、のちに新橋駅との間を結ぶ直通列車も運行開始される。一方、当駅より西側の九州には関門連絡船が、朝鮮半島には関釜連絡船が運航され、これらの連絡を担う拠点駅の位置付けをされるようになる。1912年（明治45年）には特別急行列車が運行を開始し、日本と中国・ヨーロッパを結ぶ国際連絡運輸の拠点ともなった。
1942年（昭和17年）に対岸の門司駅とを結ぶ関門トンネルが開通し、九州と東京が一本の鉄道で結ばれる。戦後は関門トンネルを経由して本州と九州を結び当駅にも停車する特急・急行列車が数多く設定され、長年にわたり運行されていたが、1975年（昭和50年）3月10日に山陽新幹線岡山駅 - 博多駅間が開業したことにより山陽と九州を結ぶ昼行優等列車が消滅。また他の本州 - 九州間の在来線優等列車も徐々に削減され、2005年（平成17年）3月1日に特急「いそかぜ」が廃止されたことで山陰九州連絡列車が姿を消し、2009年（平成21年）3月14日（当駅基準）の下り「富士・はやぶさ」を最後に当駅発着の定期優等列車が完全に消滅した。
- 1901年（明治34年）5月27日：馬関駅（ばかんえき）として開業[2]。旅客・貨物取扱開始[2]。
- 1902年（明治35年）6月1日：市名改称に併せて、下関駅（しものせきえき）に改称[広報 4]。
- 1902年（明治35年）11月1日：山陽鉄道が日本最初の鉄道経営ホテル山陽ホテルを営業開始。
- 1905年（明治38年）9月11日：山陽鉄道が関釜連絡船（壱岐丸）を就航。
- 1906年（明治39年）12月1日：山陽鉄道の国有化により帝国鉄道庁の駅となる[2]。
- 1909年（明治42年）10月12日：線路名称制定に伴い、山陽本線の駅となる。
- 1911年（明治44年）10月1日：下関駅・小森江間で日本最初の貨物専用鉄道連絡船運行開始。
- 1912年（明治45年）6月15日：新橋駅・下関駅間で日本最初の特別急行列車運転開始。
- 1912年（大正元年）9月23日：関釜連絡船「梅が香丸」が暴風雨のため沈没。
- 1918年（大正7年）7月26日：下関駅構内で火薬爆発事故発生。
- 1922年（大正11年）7月26日：山陽ホテル焼失。
- 1924年（大正13年）4月1日 ：山陽ホテル再建（鉄筋4階建て）。
- 1929年（昭和4年）9月15日：東京・下関間特別急行第1・2列車を「富士」、第3・4列車を「桜」と命名。（国鉄で最初に採用された列車愛称名）

- 1930年（昭和5年）12月20日：川崎汽船が関麗連絡船を就航。
- 1933年（昭和8年）2月24日：山陰本線が全線開通。
- 1934年（昭和9年）6月11日：下関駅 - 下関港駅の貨物線が開通[5]。
- 1936年（昭和11年）4月21日：輸送中のゾウ4頭が駅構内で暴れる。駅員、乗客に被害なし[6]。
- 1938年（昭和13年）11月27日：山陽電気軌道線（路面電車、現・サンデン交通）が駅前に乗入れ。
- 1939年（昭和14年）9月：鉄道省が「東京・下関間新幹線建設基準」（弾丸列車計画）を制定。同年に帝国議会で「広軌幹線鉄道計画」が承認。
- 1942年（昭和17年）
  - 7月1日：関門トンネル（当駅 - 門司駅間）開通[7]。但しこの時は貨物営業のみ。下関港駅を当駅に併合、駅構内扱いとする[5]。
  - 7月9日：下関 - 小森江間の貨車航送船廃止。
  - 11月15日：駅舎・施設を現在地に移転。関門間の旅客営業を開始[7]。山陽電気軌道の電停は移転されず。
- 1945年（昭和20年）6月：関釜連絡船が対馬海峡封鎖のため運行不能となる。
- 1946年（昭和21年）12月25日：山陽電気軌道線が再び駅前に乗入れ。
- 1947年（昭和22年）12月2日：昭和天皇の戦後巡幸。お召し列車が到着し、駅前奉迎が行われた[8]。
- 1964年（昭和39年）10月31日：関門連絡船廃止。
- 1965年（昭和40年）9月24日：みどりの窓口営業開始。
- 1971年（昭和46年）2月7日：山陽電気軌道線が廃止。
- 1987年（昭和62年）4月1日：国鉄分割民営化により、西日本旅客鉄道（JR西日本）・日本貨物鉄道（JR貨物）の駅となる[2][7]。また、関門トンネル以西を九州旅客鉄道（JR九州）が所有することになったため、JR西日本・JR九州両会社の接続駅となる[7]。
- 1994年（平成6年）1月14日：案内所の業務を中国交通事業株式会社に委託。
- 1999年（平成11年）9月29日：駅構内において、下関通り魔殺人事件が発生した。
- 2003年（平成15年）12月1日：自動改札機が設置される[9]。
- 2006年（平成18年）1月7日：午前2時過ぎに下関駅放火事件が発生、駅舎と乗務員センターが全半焼しJR線の運行にも影響が出た。
- 2009年（平成21年）3月14日：JRグループダイヤ改正。この日の下り「富士・はやぶさ」を最後に下関発着の優等列車全廃。普通列車（快速含む）のみ停車の駅となり、同時に当駅を跨いで運転される定期列車が全廃された。
- 2011年（平成23年）3月5日：在来線門司方面においてICカード「SUGOCA」の利用が可能となる。
- 2014年（平成26年）3月16日：新駅舎（JR下関駅ビル）の使用開始[10]。
- 2015年（平成27年）3月22日：駅のリニューアル1周年にあわせ、振鈴（しんれい・ハンドベル）のレプリカが東西連絡通路に設置される。
- 2017年（平成29年）6月17日：「TWILIGHT EXPRESS 瑞風」が運転を開始し、1泊2日コースにおいて当駅発着となる[3][広報 3]。
- 2023年（令和5年）4月1日：在来線新山口方面においてICカード「ICOCA」の利用が可能となる[広報 5][広報 6]。

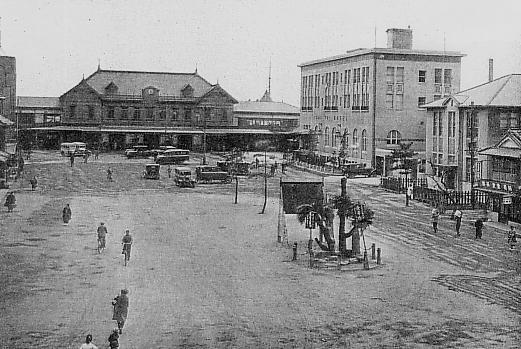
初代駅舎（1930年頃）
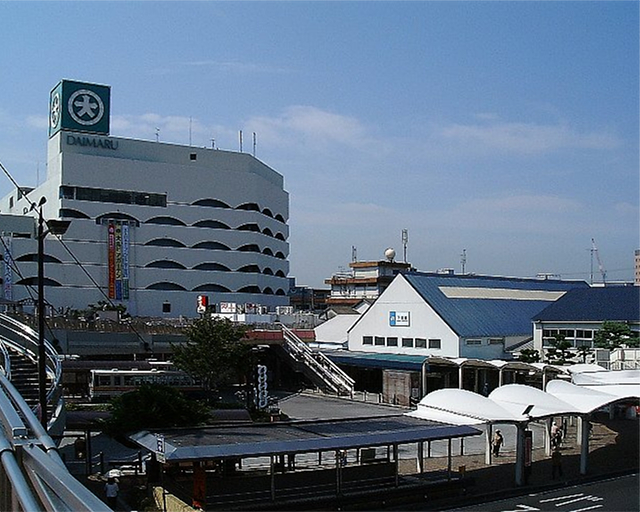
1942年の移転時に供用開始された2代目駅舎（2002年8月）
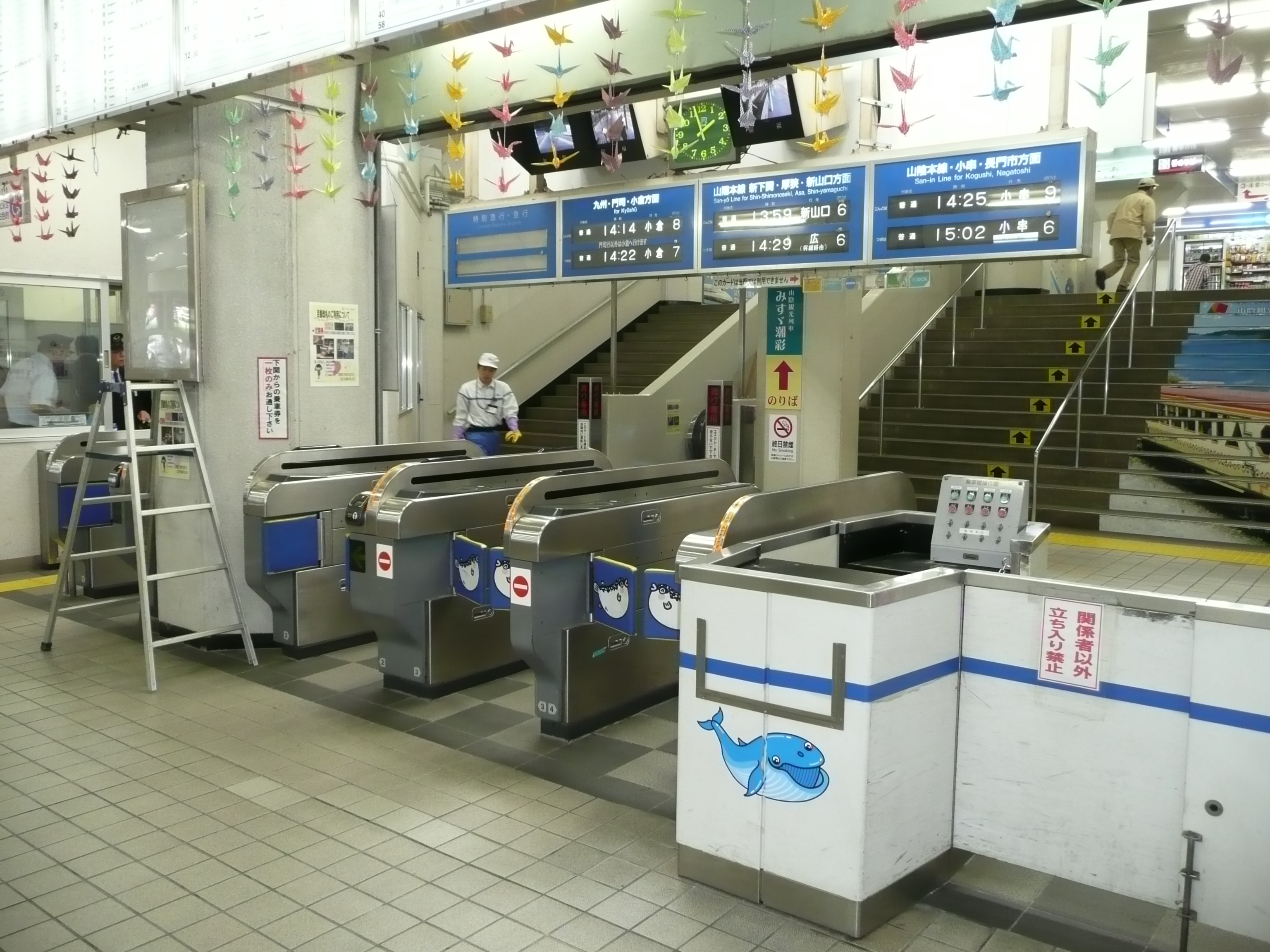
2代目駅舎時代の改札口（2010年5月） ※駅舎は暫定復旧後
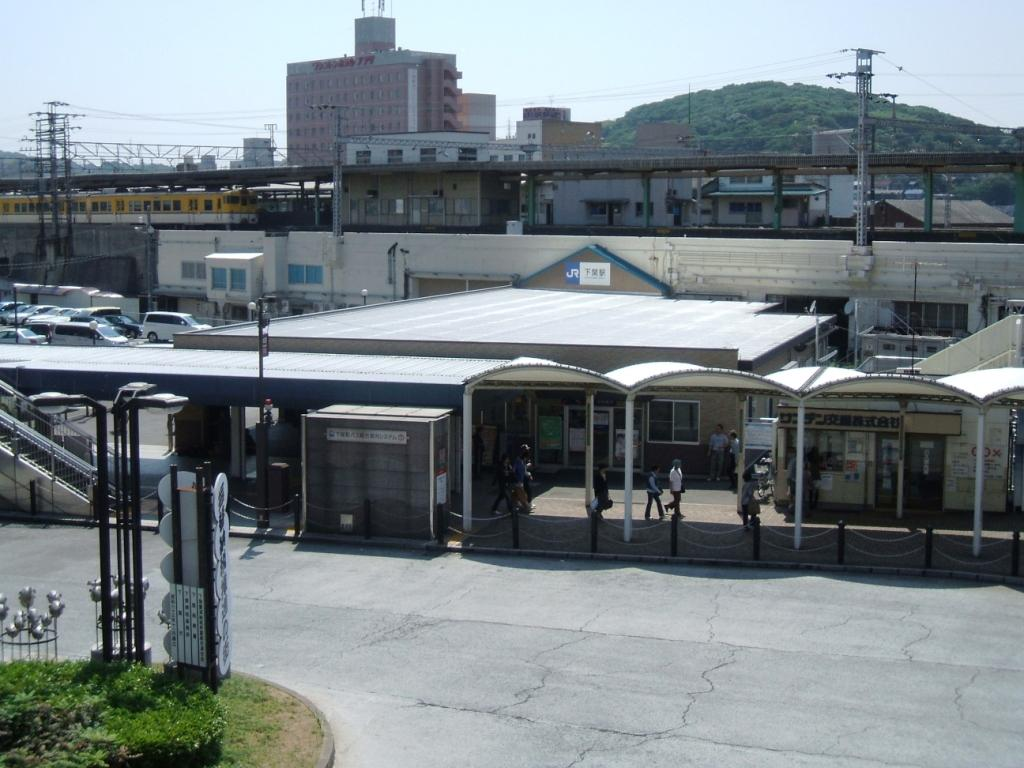
放火事件後によって暫定復旧された駅舎（2007年5月）
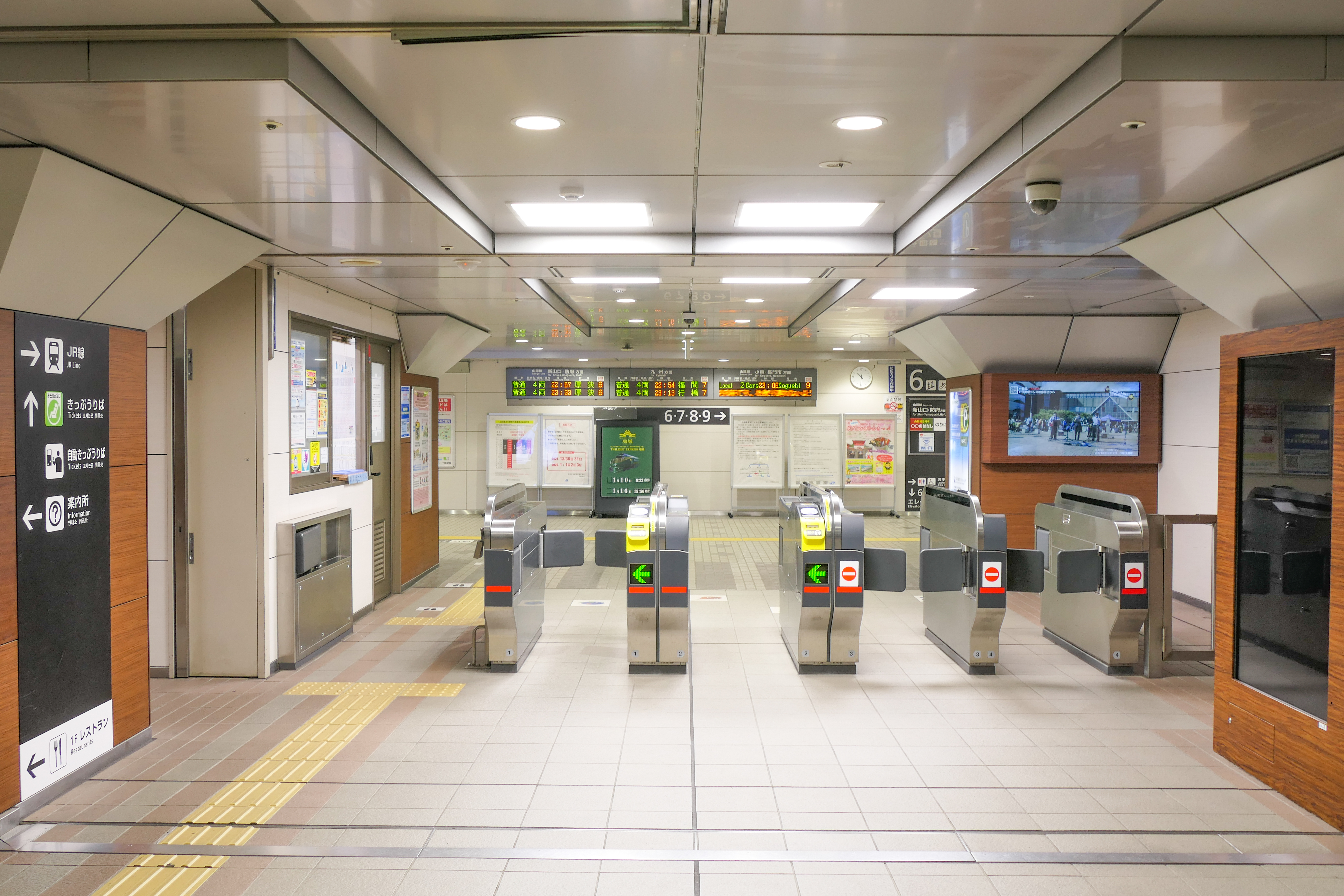
3代目駅舎改札口（2021年12月）

## 駅構造
高架駅で、島式ホーム3面6線を有する。かつて長大編成の優等列車が多く発着していたためホームは長く、タイル張りの洗面所やレール造りの長い屋根、テルハの痕跡が全盛期を偲ばせる。
改札口は各ホーム北端付近の階段・エスカレーターを降りた中2階レベルの1箇所のみで、ICOCA、SUGOCAそれぞれ対応した自動改札機が設置されている。改札口前は駅前人工地盤に直結された東西自由通路を兼ねたコンコースとなっていて、券売機とみどりの窓口が設置されている。改札口はもともと1階にあり、中2階が改札内コンコースとなっていたが、駅再開発に伴う駅舎改良工事にあわせて、2012年3月に元々の位置から西口寄りに移動後、2013年5月に中2階レベルに移動している。
改札前の階段・エスカレーターをさらに降りた1階にも駅舎改良工事以前から存在した東西自由通路があり、出入口は西口の2ヶ所と東口、駅ビル2階の計4ヶ所にある。中2階からホームへの階段は全てエスカレーターが併設されており（3・4番ホームから中2階間は下り限定運用、それ以外は基本的に上り限定運用）、エレベーターが全ホームの新下関駅側に設置されている。

### のりば
山陽本線当駅以南（門司・小倉方面）への列車は、当駅の案内表示においては「九州方面」と表記されている。以下の表もそれに従う。
| のりば | 路線      | 方向 | 行先             | 備考                                 |
| ------ | --------- | ---- | ---------------- | ------------------------------------ |
| 3・4   | ■山陽本線 | 下り | （降車専用）     | ■山陰本線からの直通は3番のりば着     |
| 6      | ■山陽本線 | 上り | 新山口・防府方面 | 朝の一部列車のみ7・8番のりばから発着 |
| 7・8   | 山陽本線  | 下り | 九州方面         |                                      |
| 9      | ■山陰本線 | 上り | 小串・長門市方面 |                                      |

付記事項
- 東端の1番線が下り通過線、西端の10番線が上り通過線となっており、機回し線の2・5番線と共にホームが無い。従ってホームは3・4番のりば、6・7番のりば、8・9番のりばとなる。なお、3・4番のりばはかつて本州から九州へ直通する列車が使用していたが、現在は基本的に3番のりばは山陰本線から、4番のりばは山陽本線新山口方面からそれぞれ到着し、車庫（下関総合車両所）に引き上げる列車のみが使用する降車専用ホームとなっており、通常の乗降には残りの2面4線が多く用いられる。駅舎改良工事により4・6 - 8番ホームの一部（4両分）を電車用に嵩上げする工事が進められた[広報 7]結果、山陽本線の上り列車は6番のりば（一部7・8番のりば）発、山陽本線の下り列車は7・8番のりば発着、気動車を使用する山陰本線の列車は原則として9番のりば発に集約された。『TWILIGHT EXPRESS 瑞風』も3番のりば着・9番のりば発となる。なお、下関駅で折返す観光列車『○○のはなし』に限り、上下共6番のりば門司方の嵩上げされていないホームに停車する。

- 発車標は改札口正面に方向別の、ホーム階段上にホーム別のものが掲げられている。発車標は駅舎改良の際にLED式が用いられている[広報 7]。小倉方面と新山口・小串方面との乗り継ぎに配慮し、同一ホームでの乗り換えを原則とするダイヤとなっていることから、発車ホームは一定していない（一部例外あり）。なお、2011年3月までの発車標は1階改札口上・ホーム階段上に2列車表示タイプの幕式が設置され、中2階部分には改札口上の発車標をカメラで映し、列車の発着時刻が確認しやすいように表示するプラズマディスプレイが設置されていた。2011年3月にホーム上の発車標がLED式に変更された際に、中2階の発車標がカメラ表示からコンピュータ画面表示に切り替えられた後、2013年の改札口移設の際に中2階の発車標もLED式に変更された。

- 改札内のトイレは中2階（8・9番のりば行きエスカレータ横）、3・4番のりば門司駅側、8・9番のりば新下関駅側に、改札外のトイレは北口の脇にある。

- 2019年3月改正で、接近メロディが米子支社と同じタイプの物に変更されている。

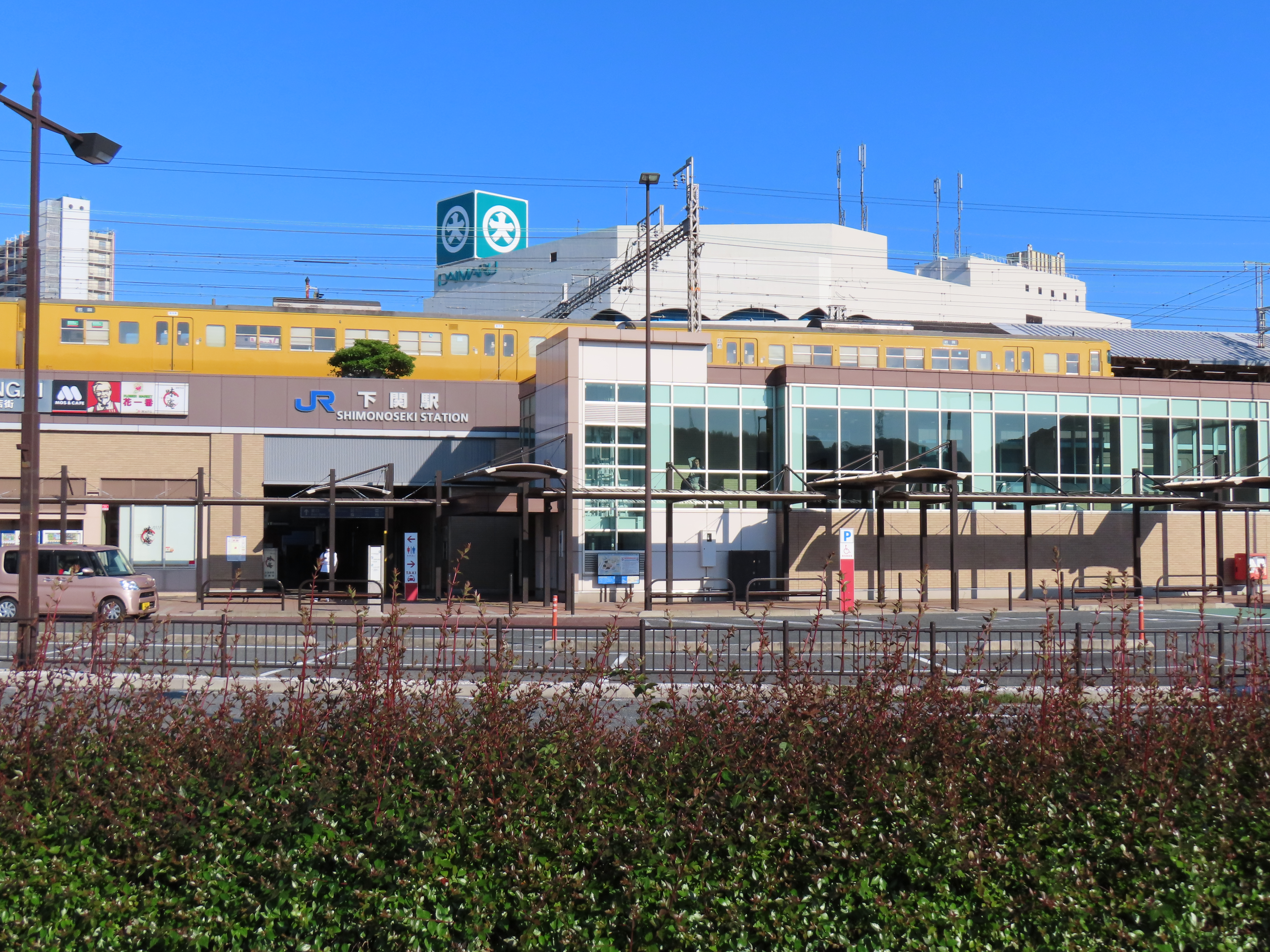
西口（2023年5月）
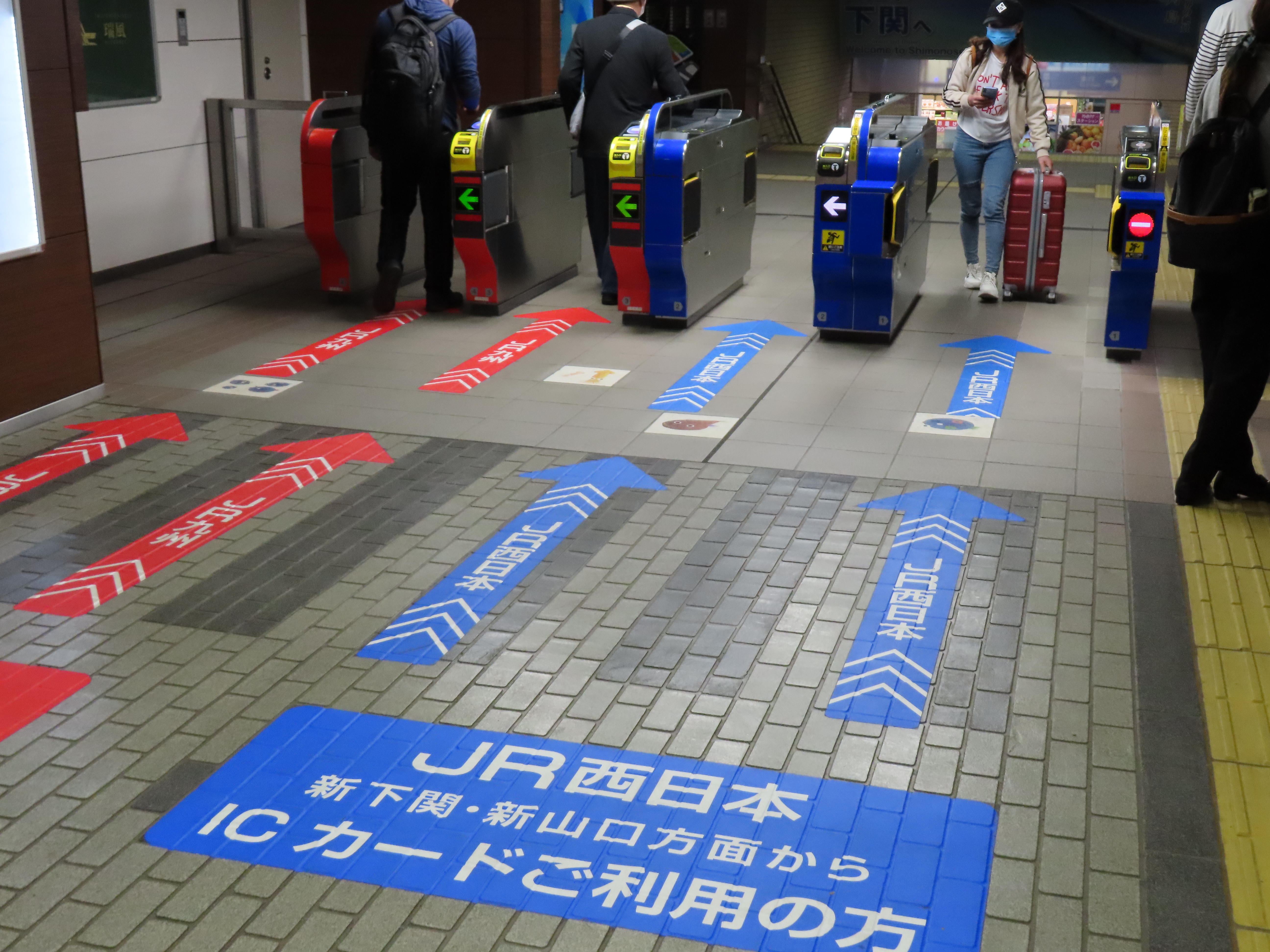
改札口（2023年5月）
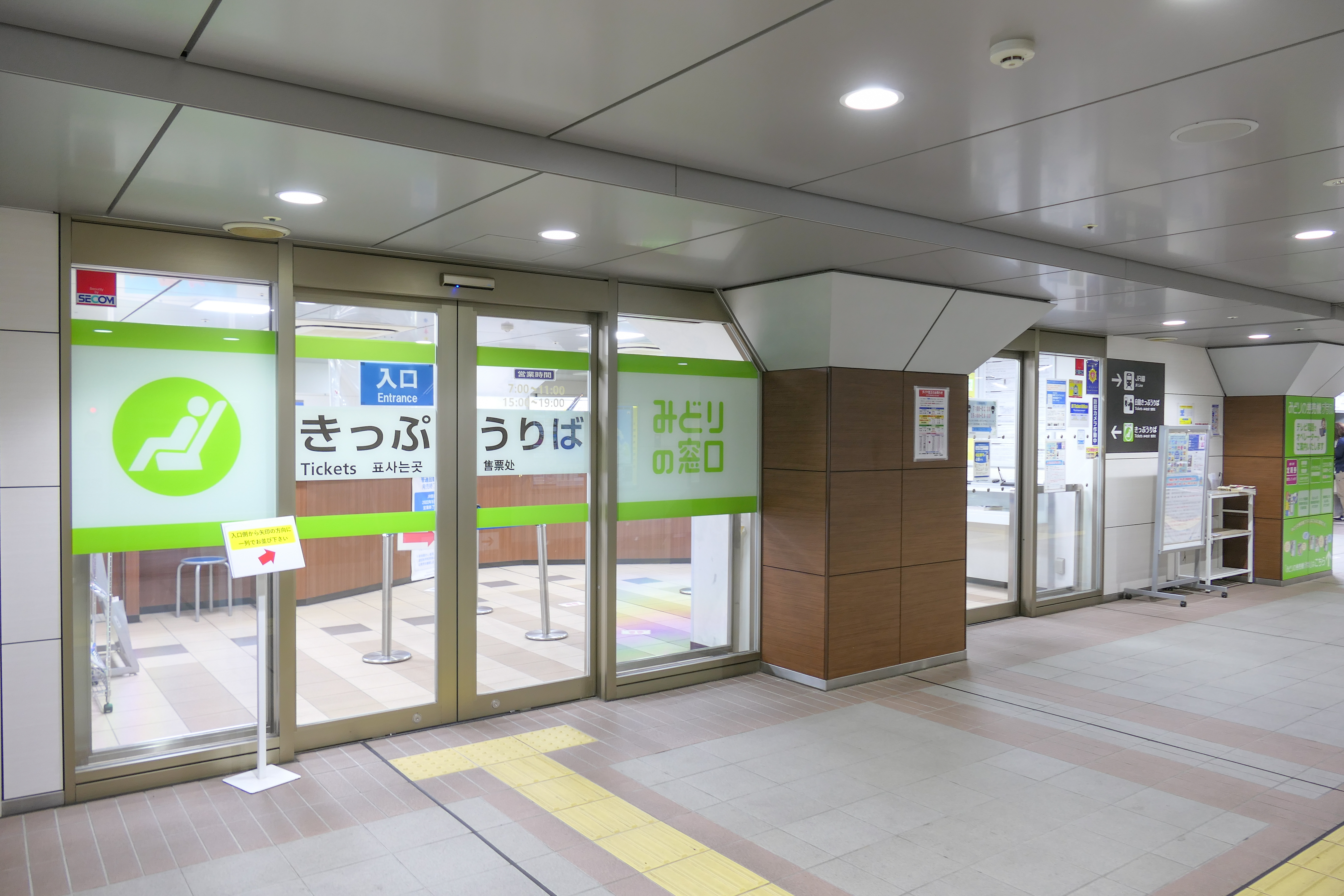
みどりの窓口（2022年10月）
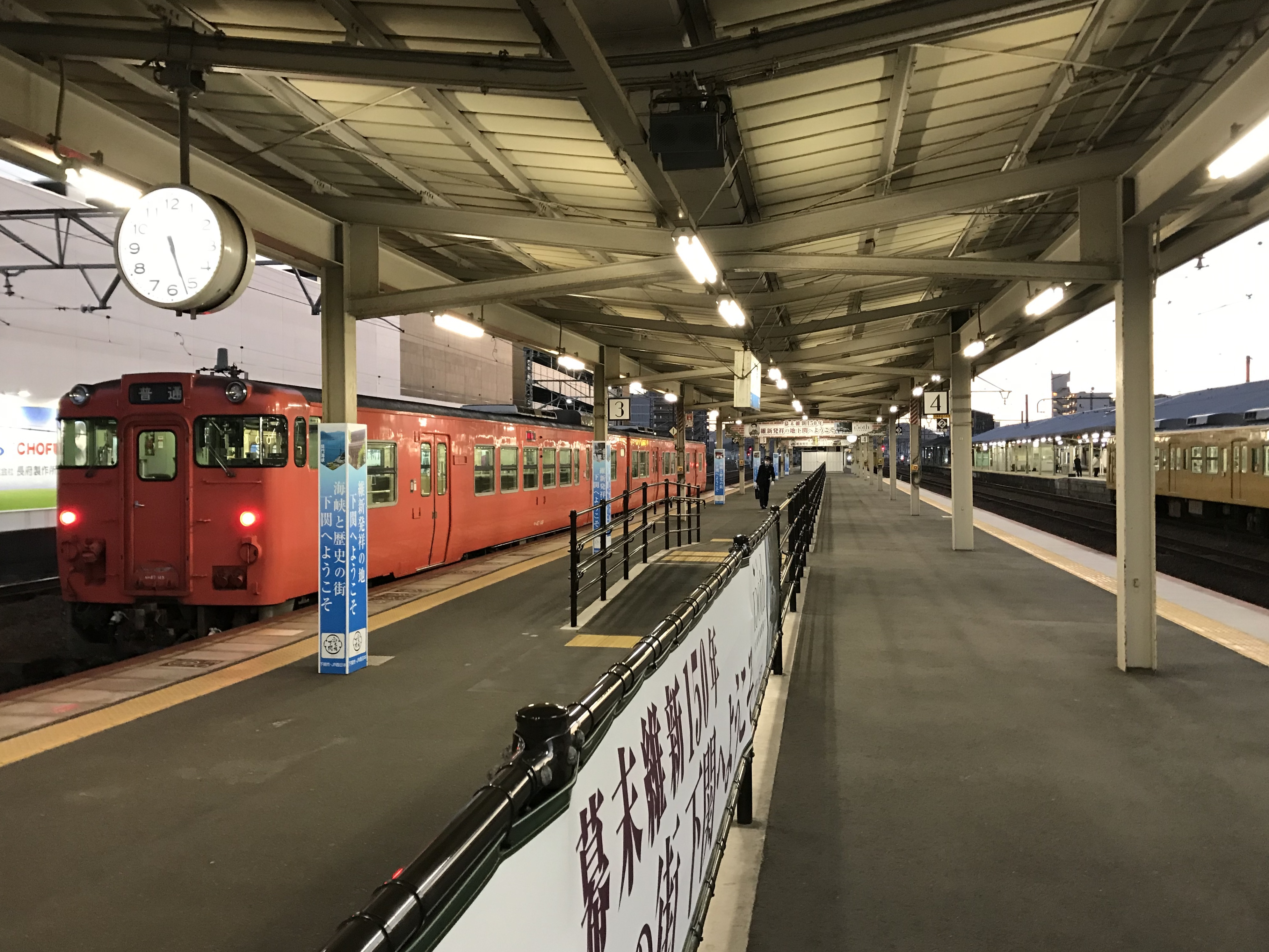
3・4番線ホーム（2018年12月）
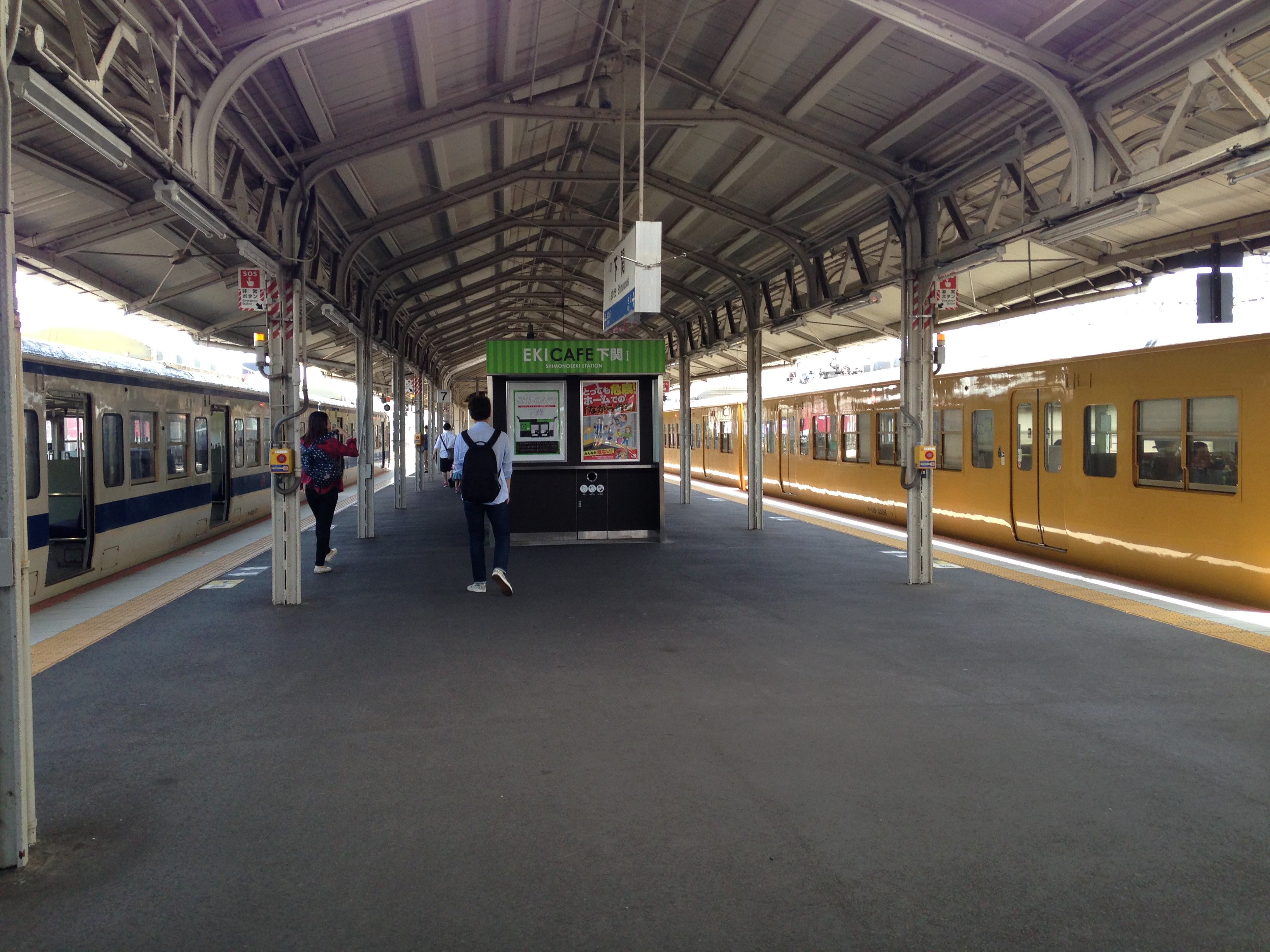
6・7番線ホーム（2015年6月）
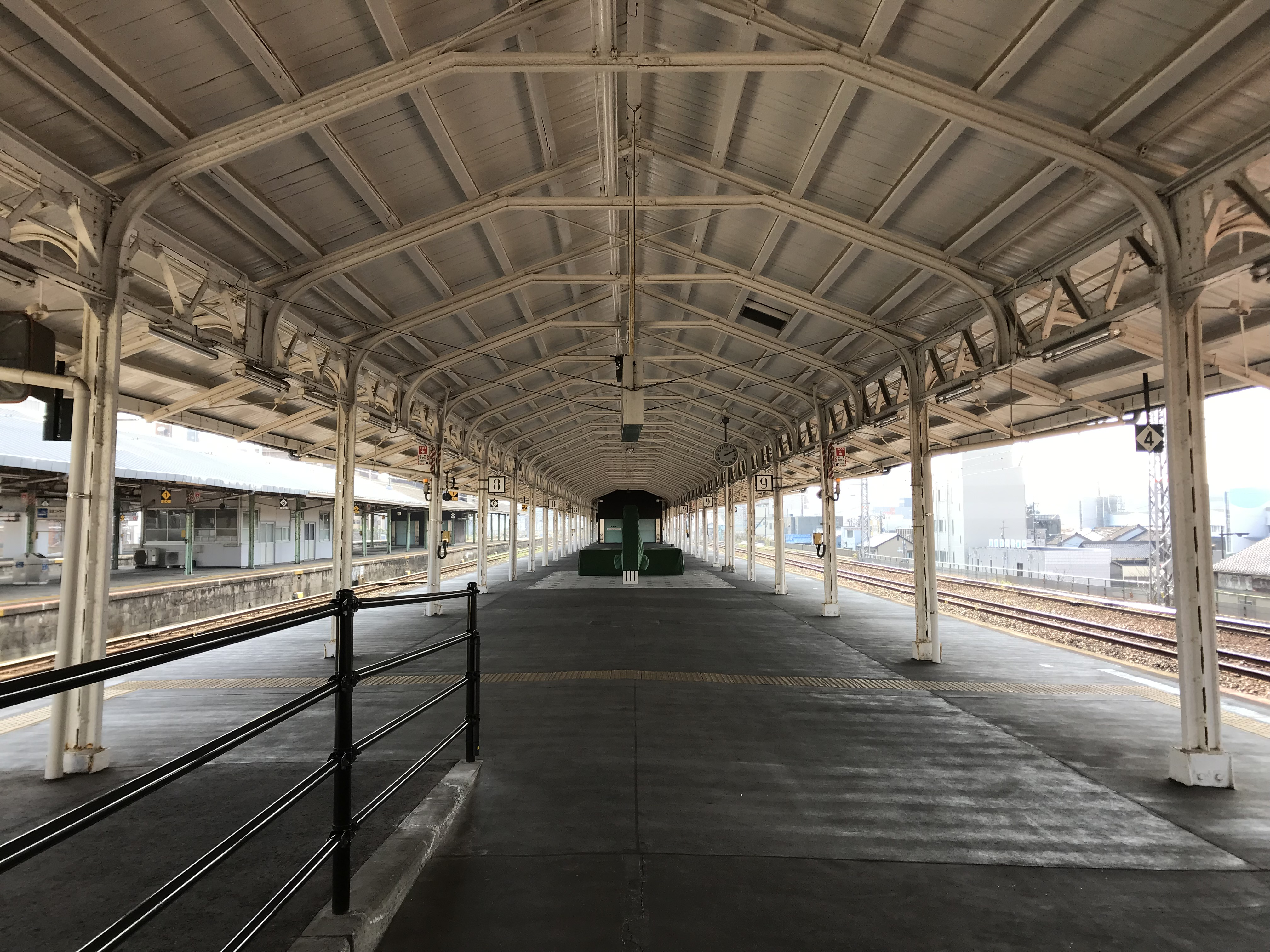
8・9番線ホーム（2018年12月）

### 三角屋根
歴史節にもあるように、1942年（昭和17年）の関門トンネル開通に伴い駅東口に建てられた駅舎は、青い三角屋根が特徴となっていた。市民や旅行者から愛着を持たれていたが、2006年（平成18年）1月に発生した下関駅放火事件により焼失。古い建造物のため、幾度となく補修等が施されていたが、主要駅の木造建築による三角屋根としては、焼失時点で最古のものだったと言われている。新駅舎でも、正面デザインはガラスを使った三角屋根風となっている。

### 振鈴

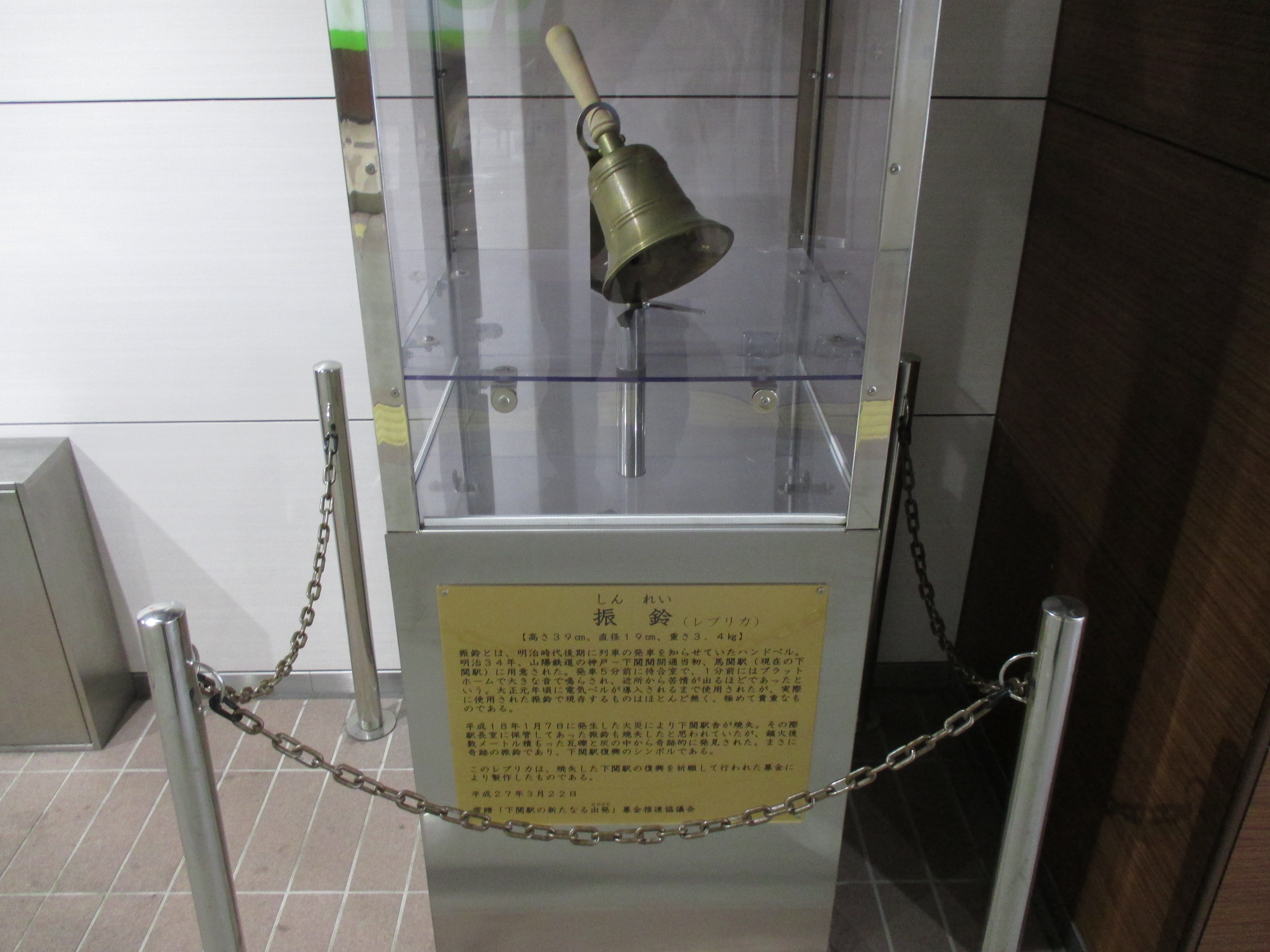
振鈴のレプリカ（2016年2月）

振鈴（）は、明治時代後期に駅で列車の発車の際に使われていた大型鈴である。下関駅の振鈴は1901年の開業から代々引き継がれており、手振りの振鈴が現存するのは当駅だけとなっていた。先述通り、放火で当駅舎が焼損し、振鈴も行方不明となっていたが、3日後の1月10日にがれきの下から発見された。木製の箱や取っ手は焼失、金属製の部分はすすで黒焦げになっていたものの、音色はそのまま残されていた。焼けた部分は、三角屋根の焼け残った柱の一部を切り出して加工・修復し、事件資料として保管されている。2011年6月1日には、「電化50周年記念列車」発車の際に駅長により鳴らされた。2015年3月、駅のリニューアル1周年に合わせ、レプリカが東西連絡通路に設置された。

### 自動改札機・ICカード
2003年12月1日に自動改札機を初導入。既に自動改札機が普及していたJR九州線（小倉方面）の乗客を想定したもので、JR九州の各駅に設置されているものと同一仕様だった。2011年3月5日より、JR九州線（小倉方面）に限りSUGOCAエリアに含まれ、SUGOCAチャージ機を改札内に設置した一方、JR西日本（ICOCA事業者）が（旅客）駅業務全般を行っていることや、2022年時点で当駅周辺のJR西日本エリア（山陽本線（南岩国駅以西）・山陰本線（出雲市駅以西）・宇部線・小野田線など）がICOCAを導入していなかったため、出札口・券売機でのSUGOCA・ICOCAの取扱は行わなっていなかった（精算窓口で不足額の現金処理のみ対応した）。ICOCAエリアにおいてICカードの履歴を印字した場合、当駅乗下車に限り、事業者名ではなく駅名が印字された。
2023年4月1日より山陽本線徳山駅 - 当駅間にICOCAが導入された。導入後もICOCAエリアとSUGOCAエリアを跨がるSF利用は出来ないが、当駅を跨ぐIC定期券は発売される。ICOCA利用開始に伴い、自動改札機は、SUGOCAエリア（門司駅以西）からの出場用（JR九州仕様・日本信号製）と入場及びICOCAエリア（幡生駅以東）からの出場用（JR西日本仕様・JR西日本テクシア製）とが別々に設置されたが、磁気券での入出場は方面に関係無くいずれの改札機も対応している。
改札内はJR九州仕様のチャージ機が撤去され、代替として磁気券の清算とICOCA・SUGOCA等交通系ICカードチャージにも対応したJR西日本仕様の自動精算機が設置された。また、改札外の自動券売機もICOCAの発行と交通系ICカードのチャージに対応したものに更新された。
なお、JR西日本系列の店舗・自動販売機（セブンイレブンハートイン、自動販売機）及びゆめマートではSUGOCA導入時からICOCA電子マネーを導入しており、SUGOCA等他の交通系電子マネーにも相互利用扱いで対応している。

## 貨物駅
JR貨物下関駅は旅客駅の南側、下関港付近の下関市東大和町2丁目7-7に位置する。下関総合車両所運用検修センターの本線を挟んで向かい側（本線の東側）にある。
取扱貨物
- コンテナ貨物
  - 12 ftコンテナ、20 ft大型コンテナを取り扱う。
- 産業廃棄物・特別管理産業廃棄物の取扱許可を得ている。

駅構造
- 2面のコンテナホーム、2本のコンテナ荷役線を有する。また営業窓口であるJR貨物下関営業所を併設する。
- 下関港第二突堤へ続く構内側線が存在していたが、現在は駐車場や商業ビルなどに敷地が転用され僅かながら痕跡が残っている。
- 貨物駅と日本通運下関支店の間の抜けU字状に西へ回り込む、駅西側の岸壁に続く構内側線も存在し港で陸揚げされた鮮魚を都市圏へ発送する機能を有していた。
- 旧・下関港駅は、現駅の西側〜北西側ではなく、初代下関駅（旧・山陽ホテル前）から更に東へ進み、運河を渡った先にあった。地割にその痕跡が残っている。

## 駅弁
かつては下関駅弁当株式会社が駅弁の製造・販売を手掛けていた。同社は2010年（平成22年）7月に徳山駅弁当と共に小郡駅弁当と合併し、消滅した。過去に小郡駅弁当が販売していた主な駅弁は下記の通り。
- ふく寿司（土曜・休日のみ）
- みすゞ潮彩弁当（土曜・休日のみ）

## 利用状況
1日平均乗車人員は以下の通りで、山口県の駅では最も乗車人員が多い。山口県の統計による2023年の年間利用客数は316万2334人。JR西日本の移動等円滑化の報告書によれば2023年度の1日当たりの利用者数は17,280人である。新型コロナウイルスの拡大により2020年は利用者が大幅に減少している。
| 乗車人員推移 | 乗車人員推移 | 乗車人員推移 |
| 年度         | 1日平均人数  |              |
| ------------ | ------------ | ------------ |
| 1992         | 14,637       |              |
| 1999         | 12,791       |              |
| 2000         | 12,476       |              |
| 2001         | 12,125       |              |
| 2002         | 11,886       |              |
| 2003         | 11,970       |              |
| 2004         | 11,810       |              |
| 2005         | 11,602       |              |
| 2006         | 11,450       |              |
| 2007         | 11,324       |              |
| 2008         | 11,282       |              |
| 2009         | 10,857       |              |
| 2010         | 10,782       |              |
| 2011         | 10,584       |              |
| 2012         | 10,432       |              |
| 2013         | 10,541       |              |
| 2014         | 10,438       |              |
| 2015         | 10,595       |              |
| 2016         | 10,425       |              |
| 2017         | 10,381       |              |
| 2018         | 10,320       |              |
| 2019         | 10,075       |              |
| 2020         | 7,225        |              |
| 2021         | 7,638        |              |
| 2022         | 8,218        |              |
| 2023         | 8,640        |              |

## 駅周辺

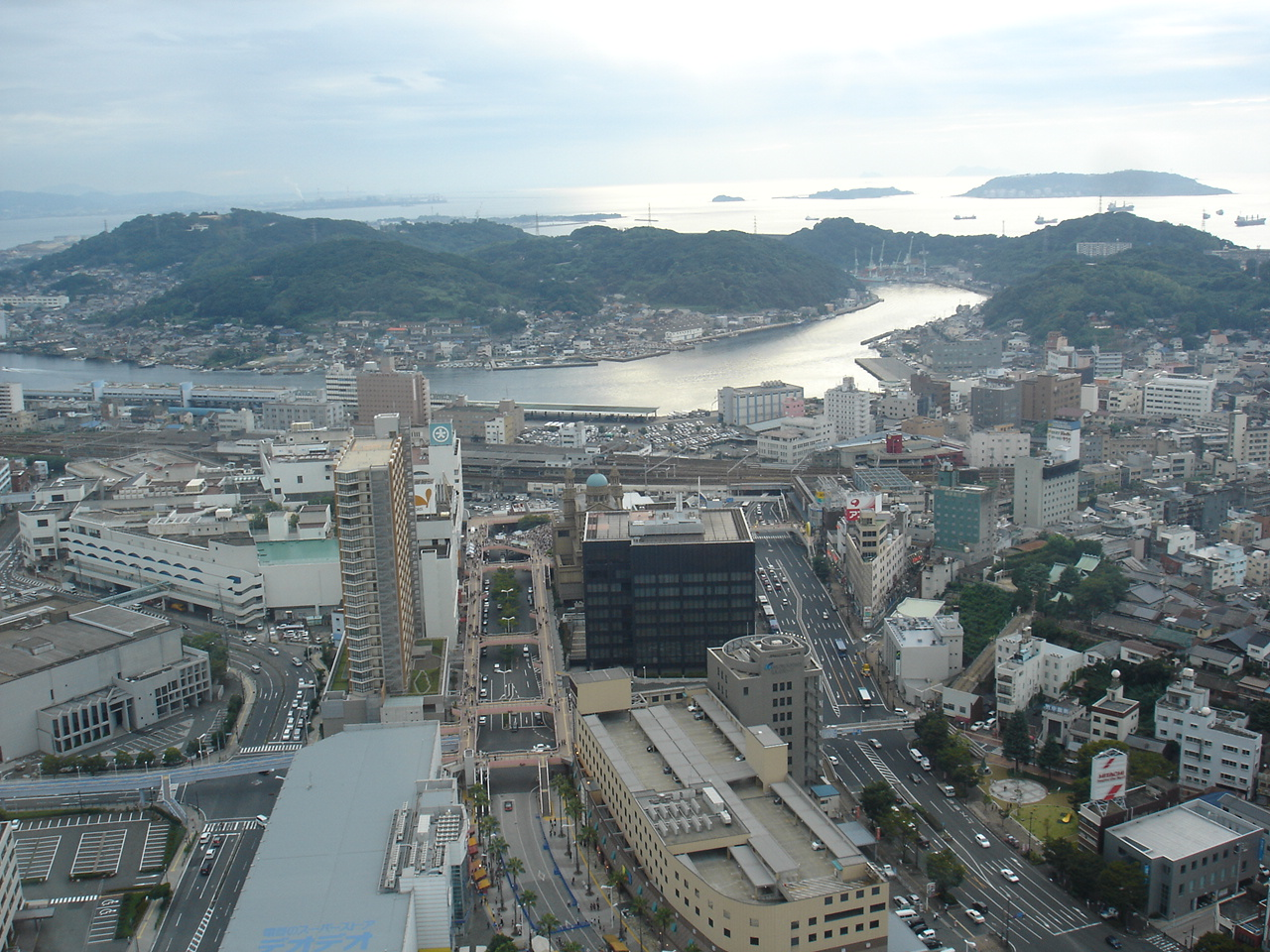
下関駅周辺（海峡ゆめタワー展望室より）

下関駅北側を、南北に高架で通過する山陽本線と直交する形で国道9号が通過しており、高架下そばの下関駅西口交差点が国道9号の終点となる。道路は北西方向と南方向に分岐し、北西方向が国道191号（下関駅西口が起点）、南方向が彦島に向かう山口県道250号南風泊港線（下関駅西口が終点）となっている。
竹崎町・細江町を始めとする下関駅周辺は西部地区とも呼ばれ、唐戸 （東部地区） 共に下関市の中心市街地を構成する。ただし中心業務地区と呼ぶべき区域は国道沿線（特に国道9号沿線）に限定され、駅北側には丘陵地上に昔からの住宅地や低層商業地が混在し、南側には埋立により造成されたエリアに港湾関連施設（下関港・下関漁港）などが広がる。
1889年の赤間関市発足時、当時の中心市街地は唐戸周辺に限定され、現在の駅周辺は純粋な港町であった。馬関駅開業 （1901年） 、駅舎現在地移転 （1942年） により中心市街地は西に拡大し、駅舎の東側に山口銀行本店が移転したこと （1965年） で駅周辺の経済的な拠点性は高まった。下関駅の西側には下関漁港があり捕鯨基地として栄えたが、商業捕鯨の縮小・停止および遠洋漁業の衰退にともなって下関漁港の盛況も影を潜めた。加えて、駅西側にあった下関大丸（現・大丸下関店）がシーモール下関 （1977年） の核店舗の一つとして駅東側に移転したため、多くの人で賑わった駅西側はすっかり寂れることとなった。シーモールは下関市の内外から多くの客を集めたものの、人の流れは駅とシーモールの狭い範囲に限定したものであったため、結果的に駅東側周辺にあるグリーンモールや豊前田といった商店街の客をも奪う形となり、これら商店街の衰退をもたらした。近年、国鉄清算事業団の所有していた細江地区貨物ヤード跡地の再開発が進み、山口県国際総合センター（海峡メッセ下関）オープン （1996年） を皮切りに大型店舗等が進出した。

### 商店・飲食店・娯楽施設
- シーモール下関 - 山口県最大のショッピングセンター。大丸下関店、 マックスバリュシーモール店、結婚式場などを核とする。
- 下関駅ビル ripie（リピエ）
- シネマサンシャイン下関（シネマコンプレックス）
- 霧島湯
- 井野屋下関店
- グリーンモール商店街・長門市場 - 下関におけるコリア・タウンとして知られる。
- 豊前田・晋作通り商店街
- ハローデイ海峡ゆめタワー前店
- 下関ロイヤルボウル 等

### 観光
下関駅周辺から唐戸（海響館等）・壇ノ浦までの区間が観光周遊コースとなっている。
- 山口県国際総合センター （海峡メッセ下関）
- 海峡ゆめ広場 - 野外イベント会場として利用
- 日和山公園 - 桜の名所。公園前を通る道が『港の見える丘の径（みち）』として整備されている
- 櫻山神社 - 高杉晋作所縁の招魂社
- 永福寺 - 幽霊の絵を奉納（7月に幽霊祭り）

### 企業・金融機関
本社・本店
- 山口フィナンシャルグループ
  - 山口FG傘下 山口銀行、やまぎんカード、ワイエム証券、ワイエムセゾン等
- 西中国信用金庫
- 林兼産業
- みなと山口合同新聞社
  - 山口新聞
  - みなと新聞
- 関光汽船 等

金融機関の支店
- 日本銀行下関支店
- 普通銀行
  - 三井住友銀行、福岡銀行、西日本シティ銀行、山口銀行、西京銀行、みずほ銀行
- 証券会社
  - 東洋証券、大和証券、野村證券
- ほかの金融機関
  - 日本政策金融公庫、商工組合中央金庫、中国労働金庫、朝銀西信用組合

ほかの企業
- NHK下関支局、テレビ山口下関支社、山口朝日放送下関支社、山口放送下関支社等各種報道機関の支社・支局 等

### その他
文教
- 下関短期大学
  - 下関短期大学付属高等学校
- 梅光学院中学校・高等学校 （下関駅と東駅の中間点に立地）
- 下関中等教育学校 （彦島に立地）

公共施設
- 下関港・下関漁港
- 下関市民会館
- 下関市立中央図書館 - 文化会館跡に建設

官公署・郵便局
- 下関市役所
- 下関警察署
  - 下関警察署海峡交番 （旧・下関水上警察署）
- 下関地方合同庁舎 - 下関地方気象台、九州地方整備局港湾空港部等の国出先機関
- 山口地方・家庭裁判所下関支部、下関簡易裁判所
- 下関港湾合同庁舎 - 下関市港湾局、門司税関下関税関支所等
- 下関郵便局

主な宿泊施設
- ヴィアイン下関
- カプセルホテル下関駅前
- 下関駅西ワシントンホテルプラザ
- 下関ステーションホテル
- 東横イン下関駅東口
- ドーミーインPREMIUM下関
- プリンスホテル下関
- スマイルホテル下関（旧・下関東急イン→下関東急REIホテル）等
- SUPER HOTEL Premier下関

主なその他の施設
- ノートルダム下関（旧・グランプラス セント・ヴァレンタイン）（結婚式場）
- ヴェルタワー下関（山口県内最高層のビル、3階以上は分譲マンション）
  - しものせき市民活動センター 等
- まるは通り＝ソープランドやラブホテルが立ち並ぶ風俗街

### 国際航路
- 下関港国際ターミナル
  - 大韓民国
    - 釜山行 （関釜フェリー）
    - 全羅南道光陽市行（光陽フェリー）

  - 中華人民共和国
    - 青島行 （オリエントフェリー）
    - 蘇州太倉行 （オリエントフェリー）

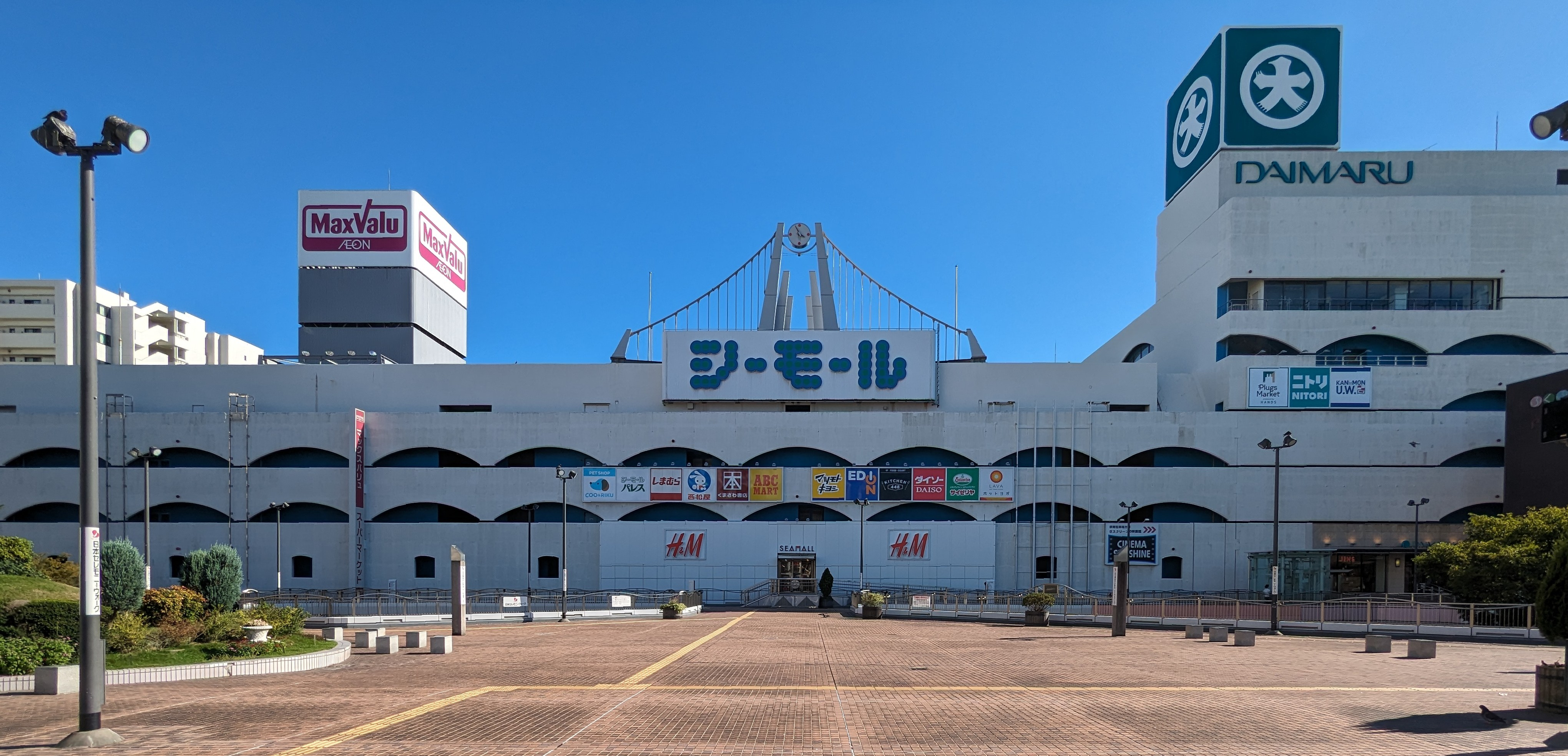
シーモールと大丸下関店（2023年9月）
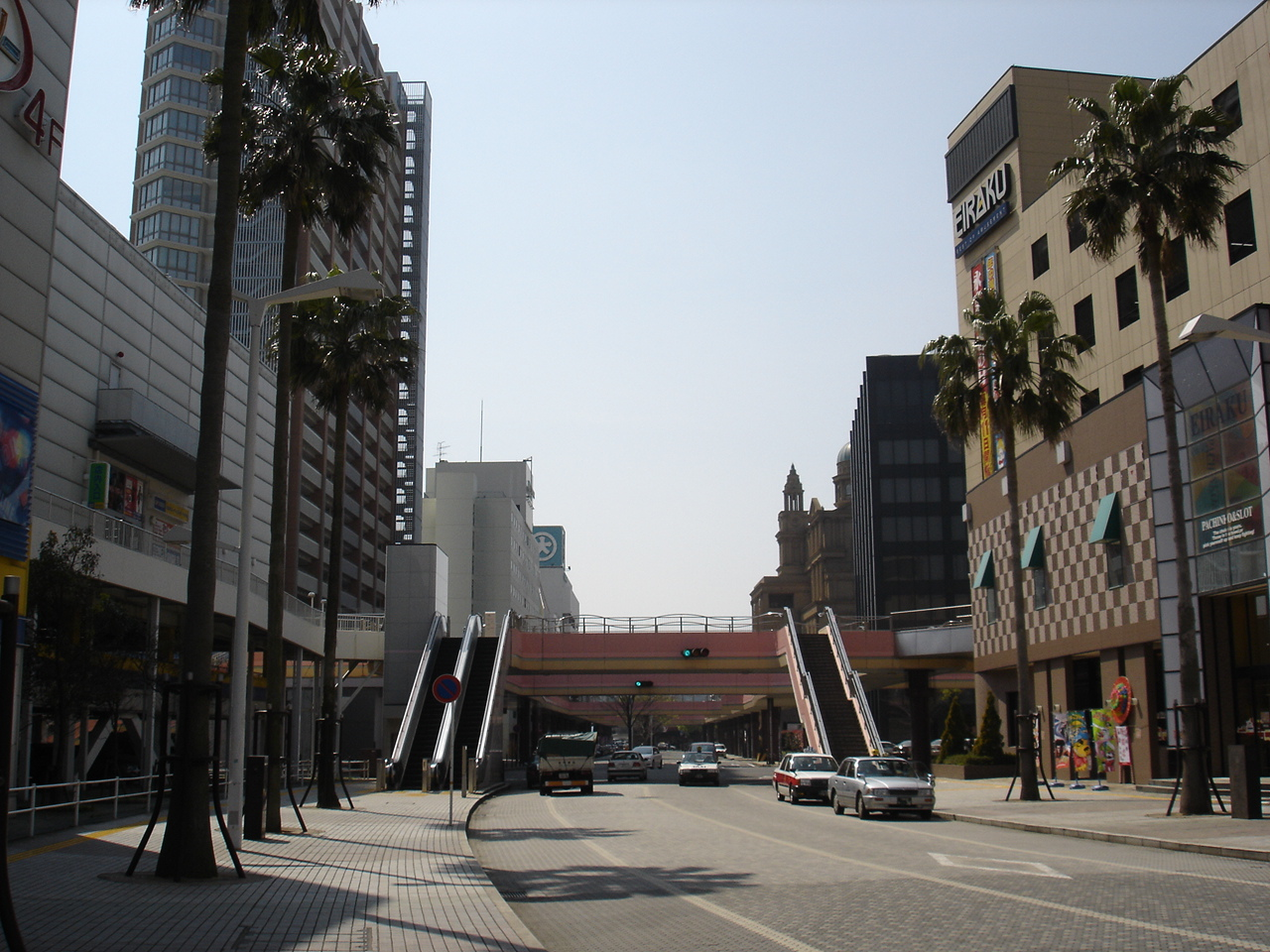
下関駅東側（細江貨物ヤード跡西側）
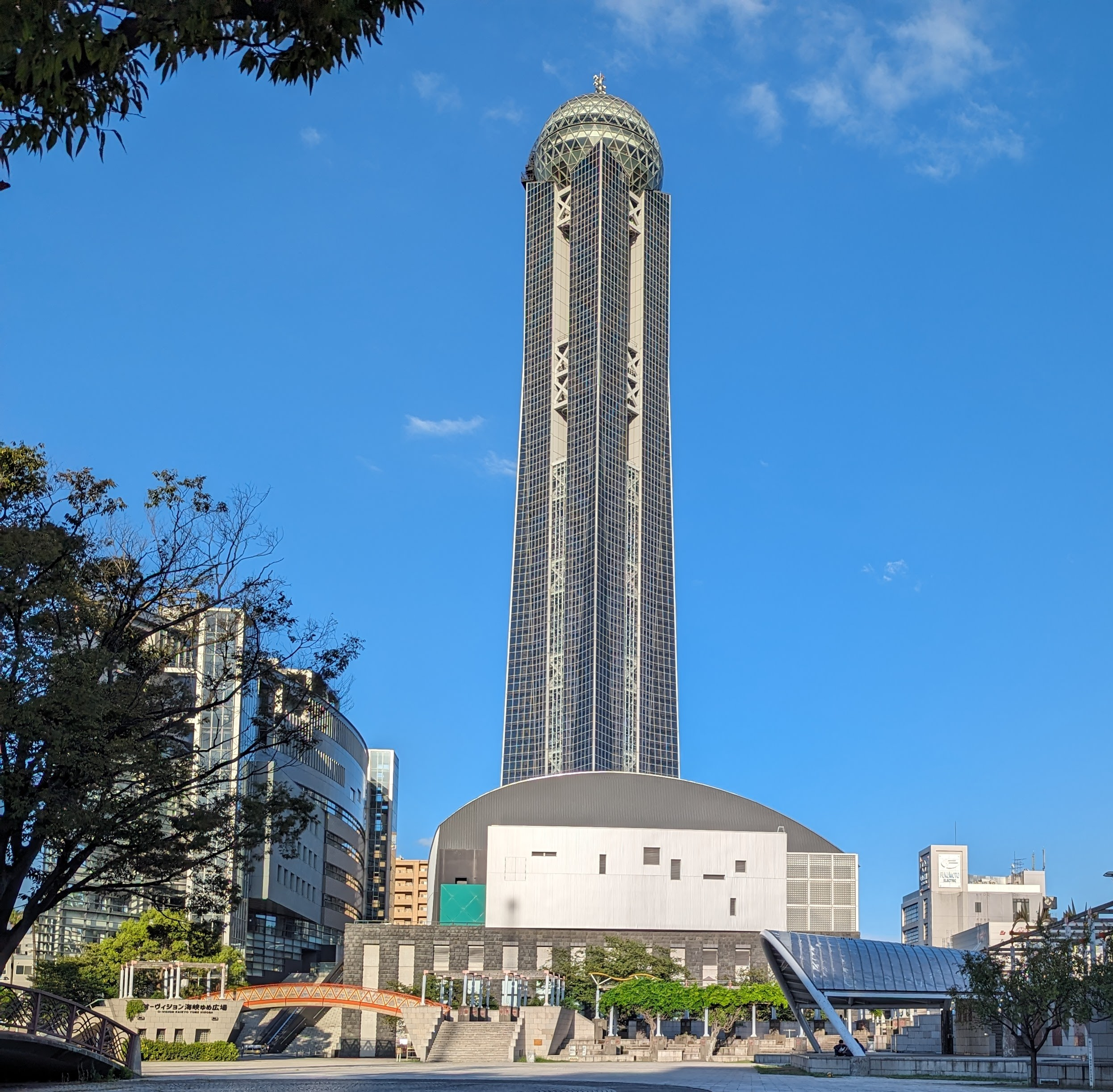
海峡メッセ下関と海峡ゆめタワー（細江貨物ヤード跡東側）
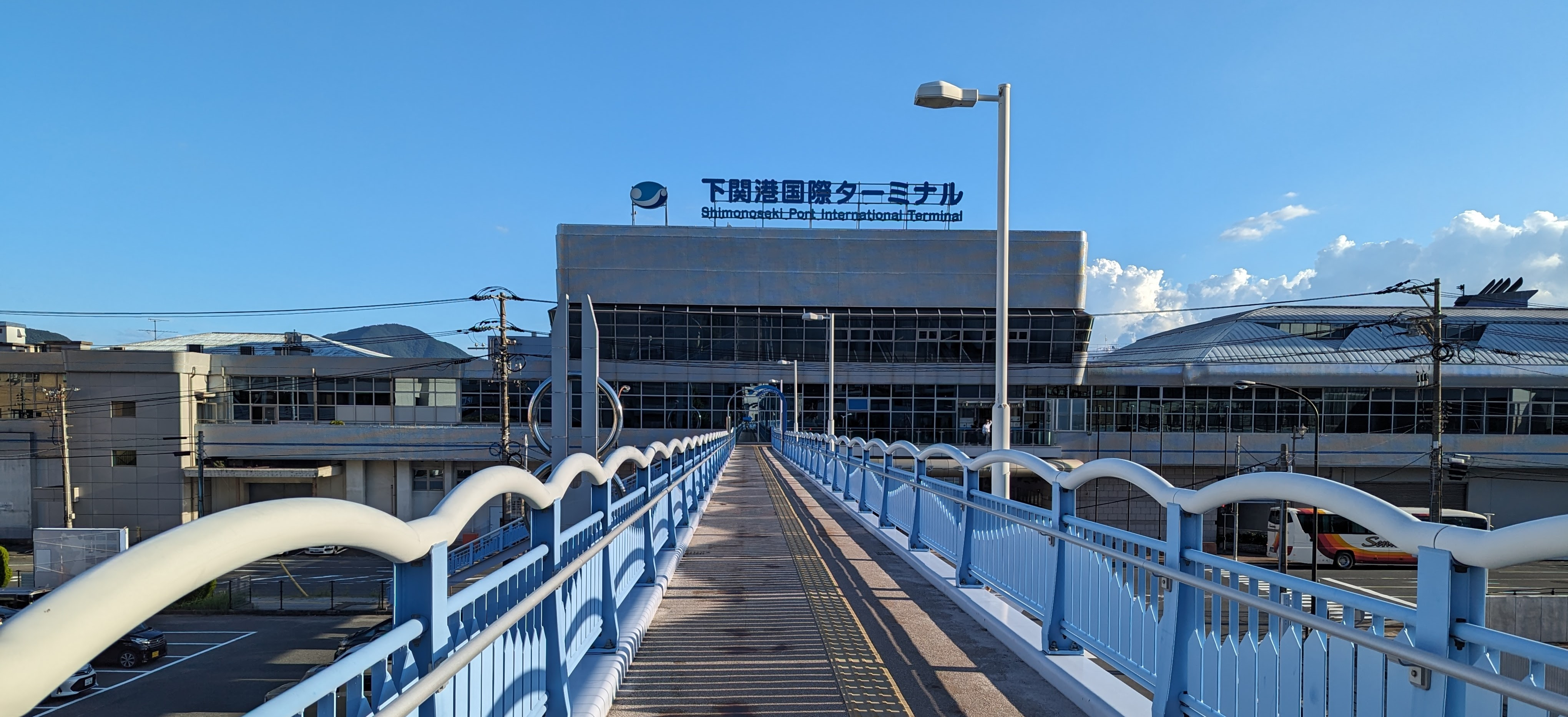
下関港国際ターミナル（2023年9月）
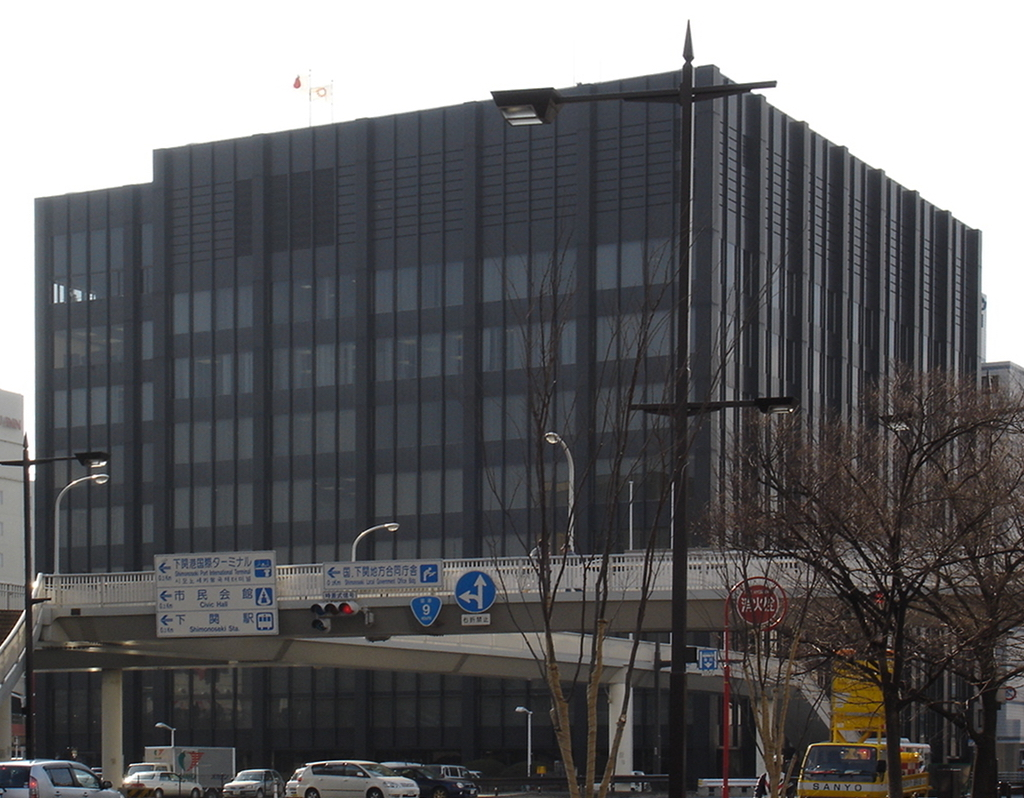
山口銀行本店

## 駅前人工地盤
下関駅の東側にはペデストリアンデッキが設けられている。下関駅は高架駅であり、1階に改札口・駅舎玄関があるため、駅を下車した利用客が人工地盤を利用する場合、ホームから改札口まで降りた後、再び人工地盤に上がって移動することになる。1994年の完成当初、そうした構造上の難点に加え、人工地盤に直接接続する建物がないため、従来からある地下歩道を利用し続ける人が多く、人工地盤は閑散とした状況であった。後、細江地区再開発事業の進行と共に、人工地盤が延伸されたり、接続口・昇降階段・エスカレーター等が増設されるに連れ、ある程度利便性が高まった。現在では、シーモールや下関港国際ターミナル等駅周辺施設に直接接続する他、シーモール経由で下関市民会館に行くことも可能となっている。下関駅周辺の再開発事業では、新駅ビルに人工地盤が直結する構造となっている（詳しくは#再整備事業）。
なお、かつては人工地盤に対峙するところにデジタル時計塔 （下関市が設置・管理） があった。しかし、故障のため時計・天気予報が表示されなくなり、予算上の問題から修理されること無く暫くの間放置された。やがて、時計盤の部分が撤去され、歓迎塔（2006年〈平成18年〉完成。4ヶ国語で「ようこそしものせきへ」と書かれている。）に生まれ変わり、現在に至っている。

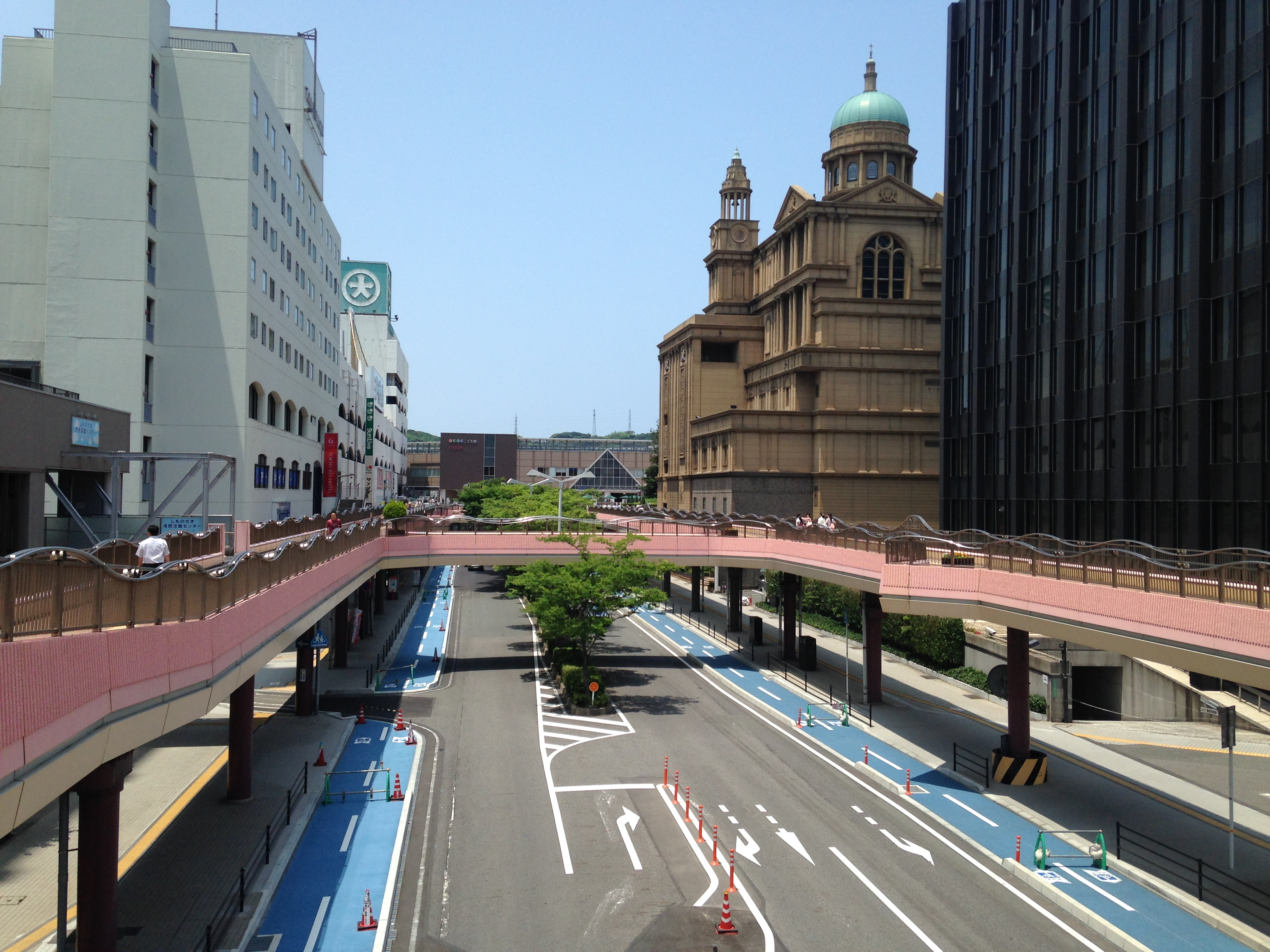
駅前のペデストリアンデッキ
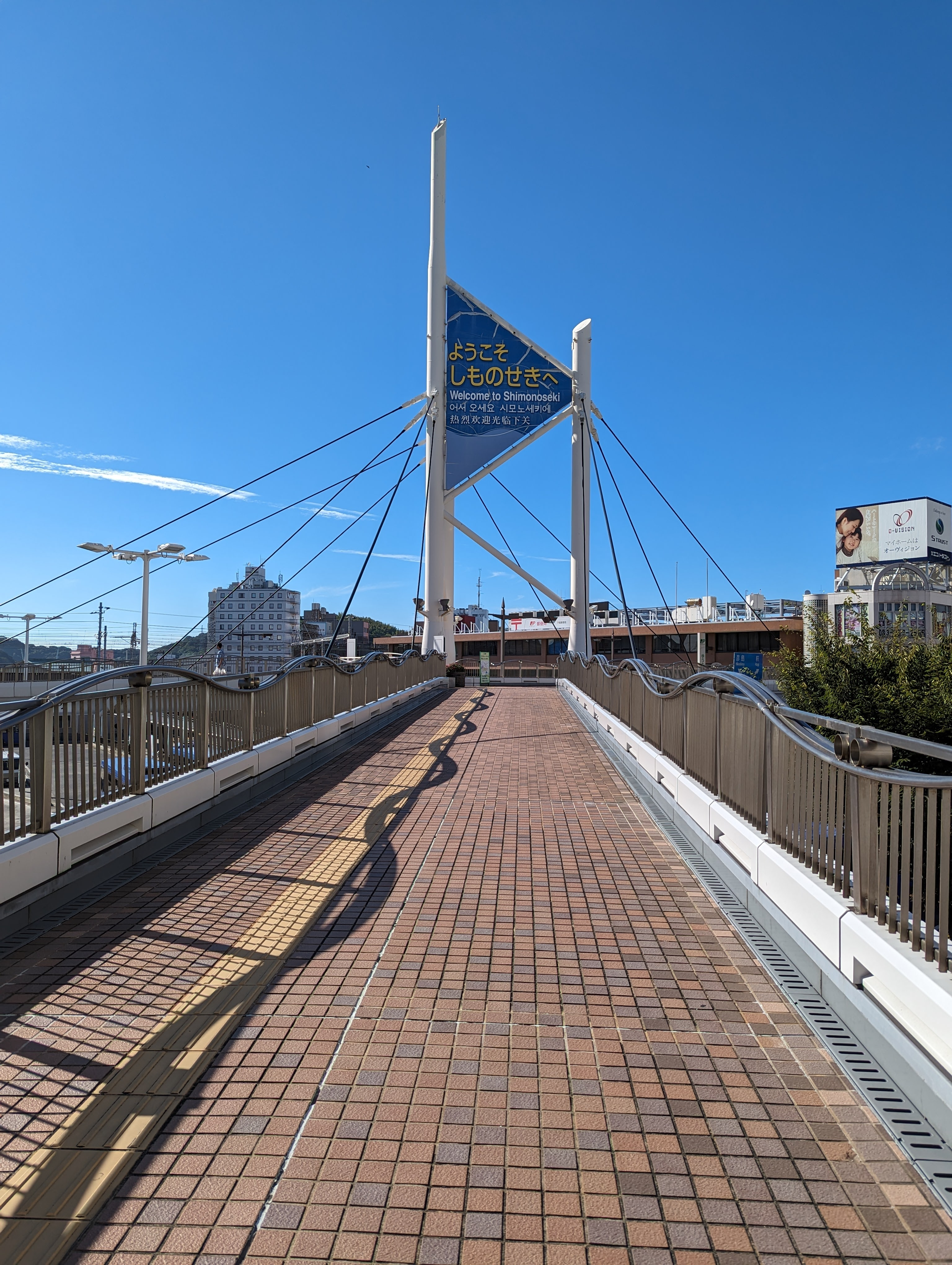
下関駅前人工地盤にある歓迎塔

## バスターミナル
東口駅前広場には出札窓口と9本10面の乗り場を有するバスターミナルがある。市内に本社を置くサンデン交通の運行上の拠点となっており、市内循環系統と市内 - 彦島直通系統を除くほとんどの系統が下関駅始発・終着となっている。駅前人工地盤設営とほぼ同時期に11箇所の乗り場が整備され（当時は下関駅終着便はバスターミナルに乗り入れず、国道9号上の山口銀行本店前の降り場が終点となっていた）、再開発事業の進捗にあわせて2014年12月8日から変更（この時から降車便も駅前ターミナル内に乗入れて開始）され、現在の形となっている。なお、高速バスは東口ターミナルではなく、下関駅南口交通ターミナル（シーモール下関シネマコンプレックス棟1階）の南A乗り場から発着する。
一般路線の詳細についてはサンデン交通の該当項目を参照のこと。
| のりば | 運行事業者                        | 路線・行先                                                                                          |
| ------ | --------------------------------- | --------------------------------------------------------------------------------------------------- |
| 1      | サンデン交通                      | 国道線：長府・小月方面                                                                              |
| 2A     | 下関山電タクシー 宇部山電タクシー | 山口宇部空港行シャトルタクシー                                                                      |
| 2      | サンデン交通                      | 国道線：美祢・小野田・長門方面                                                                      |
| 3      | サンデン交通                      | 北浦線：綾羅木・安岡・川棚温泉方面 山の田循環（唐戸回り） 豊町線：大学町・川中豊町方面              |
| 4      | サンデン交通                      | 新下関線：新下関・内日方面 市内循環（唐戸回り） 幡生駅方面                                          |
| 5      | サンデン交通                      | 丸山線：幡生駅・安岡方面 / 丸山循環（丸山回り）                                                     |
| 6      | サンデン交通                      | 綾羅木・安岡方面 / 大学町・川中豊町方面 山の田循環・丸山循環・市内循環（筋川回り） 高尾線：唐戸方面 |
| 7      | サンデン交通                      | 彦島（西山）方面                                                                                    |
| 8      | サンデン交通                      | 彦島（江の浦）方面                                                                                  |
| 9      | サンデン交通                      | 無料送迎バス（ボートレース下関・小倉競輪場）                                                        |
| 南A    | サンデン交通 西日本鉄道           | 福岡                                                                                                |
| 南A    | 大新東                            | 神戸（三宮）・大阪（梅田・なんばOCAT）・京都駅八条口 ※夜行                                          |

## 再整備事業
2006年1月の下関駅放火事件により焼失した駅舎の再建を兼ねた事業として、下関市が駅周辺の再整備事業「下関駅にぎわいプロジェクト」を2009年からの5年計画で実施している。
国の社会資本整備総合交付金を活用するもので、主な事業として以下の内容が盛り込まれている。
- 東口の旧駅舎跡地のやや南側、下関大丸北隣に地上3階建ての新駅ビル（JR下関駅ビル・仮称）を建設。

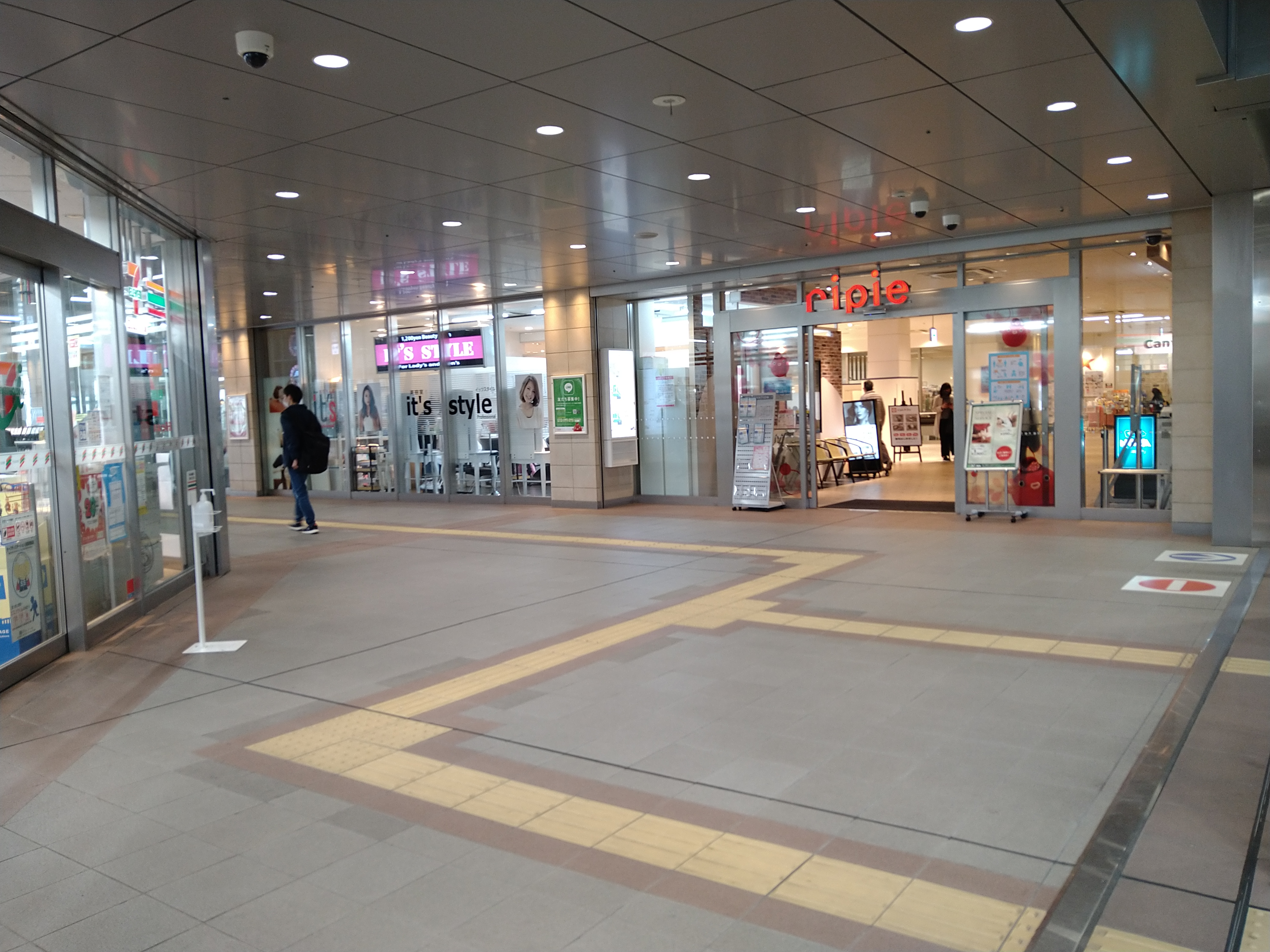
下関駅ビル「リピエ」（2021年3月）

- ジェイアール西日本不動産開発が事業主体となる民間事業で、1階・2階は中国SC開発が運営する、20代から40代の女性をメインターゲットとしたショッピングセンター「リピエ」[広報 17]、3階は次世代育成支援拠点施設「ふくふくこども館」として市が権利を買い上げる形となる。
- 新駅ビルの南、旧下関鉄道病院（下関地域鉄道部が入居）跡地にシネマコンプレックス・立体駐車場を建設。
- シーモール下関を運営する下関商業開発が事業主体となる民間事業で、1階は市が新たに整備する南口駅前広場（JR下関駅南口交通ターミナル・仮称）となり、その上に地上3階建てのシネマコンプレックスの入居する「シネマ棟」と5階建ての立体駐車場を整備する[13]。
- 東口の旧駅舎跡地を駅前広場にとりこみ、駅前広場（バスターミナル）を拡張。西口も駅前広場の配置を見直してタクシーブースを拡張。
- 駅高架下の「中二階」相当に東西連絡通路を新設（2階部分にあたる人工地盤とは駅ビル内の階段・エスカレーター・エレベーターで接続する）。
- これに伴い、駅関係施設（自動券売機・改札口など）も1階から中2階に移設される。

以上のうち、新駅ビルと東西連絡通路については2014年3月16日にオープンした。これと並行して、JR西日本も改札口移設・ホーム嵩上げ（前述）を始めとする駅舎改良と共に駅改札口正面の高架下（1階）を改装し、2013年3月には従来の土産物店等からなる「下関駅名店街」をリニューアルしイズミの展開するスーパーマーケット「youmeマート」がオープンした。

## 隣の駅
西日本旅客鉄道（JR西日本）
■山陽本線・■山陰本線（山陰本線は幡生駅 - 当駅間山陽本線）
幡生駅 - 下関駅
九州旅客鉄道（JR九州）
 山陽本線
下関駅 (JA53) - 門司駅 (JA52)

### かつて存在した路線
鉄道省（国有鉄道）
山陽本線貨物支線
下関駅 - （貨）下関港駅
山陽電気軌道
長関線
茶山口電停 - 下関駅電停
大和町線
下関駅電停 - 駅西口電停